# Portal (videojoc)
Portal és un joc de trencaclosques amb elements de plataformes i acció publicat per Valve. Va ser publicat per primera vegada en un recopilatori, The Orange Box, per a Windows, Xbox 360 i PlayStation 3, i ha estat des d'aleshores portat a d'altres sistemes, incloent Mac OS X, Linux, i Android (Nvidia Shield).
El joc consisteix principalment en una sèrie de trencaclosques que s'han de solucionar teleportant el personatge del jugador i altres objectes per mitjà del Dispositiu Portàtil de Portals d'Aperture Science. Aquesta eina permet crear portals interespacials entre dues superfícies planes. El jugador controla a Chell, que és guiada i desafiada per una intel·ligència artificial anomenada GLaDOS (Genetic Lifeform and Disk Operating System, per les seves sigles en anglès). Se'ns promet rebre un pastís si aconseguim resoldre totes les proves. Aquest concepte de joc és hereu de Narbacular Drop, ja que molts dels desenvolupadors d'aquest videojoc van ser contractats per Valve per a fer-ne un successor espiritual, que esdevindria Portal.